# Arre, Gard
Arre este o comună în departamentul Gard din sudul Franței. În 2009 avea o populație de 288 de locuitori.

## Evoluția populației
| An        | 1975 | 1982 | 1990 | 1999 | 2006 | 2009 |
| --------- | ---- | ---- | ---- | ---- | ---- | ---- |
| Populație | 315  | 320  | 296  | 283  | 287  | 288  |